# Dicranella subsecunda
Dicranella subsecunda är en bladmossart som beskrevs av Bescherelle 1899. Dicranella subsecunda ingår i släktet jordmossor, och familjen Dicranaceae. Inga underarter finns listade i Catalogue of Life.